# Dancing Queen (serie de televisión)
Dancing Queen es una serie documental de televisión con Alyssa Edwards, que debutó en Netflix el 5 de octubre de 2018.

## Reparto
- Alyssa Edwards, propietaria y directora artística de Beyond Belief Dance Company
- Shangela Laquifa Wadley, amiga de Alyssa y hija de drag
- Laganja Estranja, amiga de Alyssa, hija de drag y exbailarina de la Compañía de Danza Beyond Belief
- Marcella, asistente de dirección en Beyond Belief[4]
- Dawn, gerente de Beyond Belief[4]
- Celeste, coreógrafa de Beyond Belief[4]
- Nick, un profesor de baile en Beyond Belief.
- Shelly, una ex madre de baile en Beyond Belief
- Robbie y Neil, diseñadores de vestuario de Alyssa y algunos de los estudiantes de Beyond Belief[4]
- Kristen, la madre de Willow
- Kelly, la madre de Ainsley[4]

### Estudiantes
- Ainsley, una niña de 7 años que forma parte del mini equipo de élite itinerante[4]
- Athena, una niña de 7 años que audiciona para el mini equipo de élite que viaja pero no llega al corte[5]
- Leigha, una niña de 10 años que sufre de espina bífida y audiciones para el mini equipo de élite que viaja.[4]
- Josie, una niña de 15 años que lleva 9 años bailando con la compañía.[4]
- Kiana, una joven de 16 años que lleva 9 años bailando con la compañía. Ella hace que el equipo de élite viajero de alto nivel[4]
- Willow, una chica de 17 años de edad que forma parte del equipo de élite ambulante team[4]
- Makenna, una chica de 16 años que forma parte del equipo de viaje de élite[4]
- Molly, una chica de 17 años que forma parte del equipo viajero de élite[6]
- Kennedy, una niña de 16 años que forma parte del equipo viajero de élite.[4]
- Riley, una chica de 16 años que forma parte del equipo viajero de élite[4]
- Brooke, una niña de 16 años que forma parte del equipo viajero de élite[4]
- Gabe, un chico de 18 años que forma parte del equipo viajero de élite[4]

## Episodios
| No. | Título                               | Fecha original del aire |
| --- | ------------------------------------ | ----------------------- |
| 1 | "Get to Werk!"                       | 5 de octubre de 2018    |
| Alyssa anuncia que Beyond Belief realizará una gira por todo el país y realizará audiciones para que los equipos de Beyond Belief Elite y Mini Elite viajen junto a él. Alyssa luego oficia la boda de dos de sus buenos amigos que son los principales diseñadores de trajes para Alyssa y los estudiantes de Beyond Belief.          |                                      |                         |
| 2 | "Man, I Feel Like a Woman"           | 5 de octubre de 2018    |
| Alyssa visita el hogar de su infancia mientras se encuentra en el camino de comprar su propia casa después de haber sido aprobado para una hipoteca. Los ensayos comienzan para los equipos de viaje de élite y Alyssa organiza una reunión al aire libre para las madres de los estudiantes en Beyond Belief, que se vuelve personal. |                                      |                         |
| 3 | "Wrecking Ball"                      | 5 de octubre de 2018    |
| 4 | "Alyssa's Secrets"                   | 5 de octubre de 2018    |
| 5 | "Music Mishap"                       | 5 de octubre de 2018    |
| 6 | "Dragsgiving"                        | 5 de octubre de 2018    |
| 7 | "Reigning Supreme"                   | 5 de octubre de 2018    |
| 8 | "Always and Forever, Alyssa Edwards" | 5 de octubre de 2018    |